# Deuda (antropología)
La deuda es una categoría elaborada por el antropólogo francés Pierre Clastres, según la cual las sociedades primitivas imponen una deuda permanente a su líder o jefe tribal, de manera tal que le es imposible transformar el prestigio otorgado por la sociedad en poder separado de esta. Mientras que en estas sociedades es el jefe quien está en deuda con la sociedad por otorgarle prestigio, al surgir el Estado se produce una inversión de la deuda, mediante la cual las sociedades estatales afirman que el pueblo se halla permanentemente en deuda con sus soberanos.